# 如意门

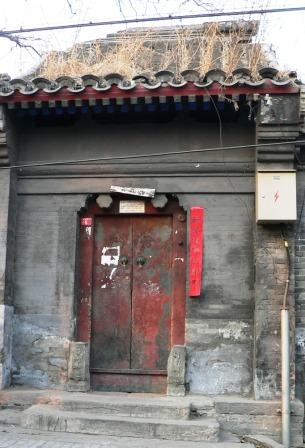
北京四合院的如意门

如意门是中国古代建筑的一种屋宇式宅门，等级上低于广亮大门、金柱大门、蛮子门等其他屋宇式大门，高于墙垣式门。
如意门的门扉位于外檐柱一线，但和蛮子门不同，如意门的门口两侧与山墙腿子之间砌砖墙，门很小，有两颗或四颗门簪，贴有“如意”字样。